# Ричка Кръстанова
Ричка Кръстанова е виден български архитект и учен, професор по архитектура в катедра „Сградознание и проектиране“ във ВИАС – София и частен професор в Държавната политехника. Проектирала е къщи, кооперативни и обществени сгради, обзавеждания на магазини и кантори, изложбени павилиони в България и в чужбина, вътрешният и външен интериор и орнаменти на концертната зала България, участвала е самостоятелно в архитектурни и градоустройствени конкурси, както и съвместно със своя съпруг проф. арх. Любен Тонев и др.архитекти.

## Биография
Ричка Кръстанова е родена на 25 май 1904 г. в Плевен. Тя е най-малката дъщеря на известната плевенска фамилия Кръстанови. Следва архитектура във Виенската политехника. През 1928 г. завършва с отличие Висшето Техническо училище във Виена. В периода 1931 – 1932 учи два семестъра в Художествената академия във Виена при проф. Клеменс Холцмайстер, ръководител на архитектурния клас в Академията. С молба Nо. 1528/1931 и решение от 21 януари 1932 г. е приравнена по такса за обучение с местните студенти за първия семестър. След завръщането си в България постъпва веднага в архитектурното бюро на арх. Георги Овчаров и арх. Георги Попов. През 1930-те години отново отива във Виена. Там работи в института по жилищна култура във Виенската община и специализира вътрешна архитектура, мебел и театрална сценография в ателието на проф. Холцмайстер в Кунстакадеми. След повторното си завръщане в България се установява на свободна практика. Проектира и ръководи изпълнението на мебели и обзавежда десетки къщи, апартаменти, магазини, както и обществени сгради в София и страната. По нейни проекти е уредена първата у нас книжарница „Руска книга“, както и редица изложбени павилиони на панаирите в Пловдив, Лайпциг, Прага, Белград и др. Самостоятелно и в колектив с арх. Любен Тонев, Константин Джанков и др. Ричка Кръстанова участва в архитектурни конкурси, градоустройствени проекти, много от които са реализирани в България и по света. През 1948 г. проектира павилиона на България на международното изложба МФДЖ в Париж, за което е отличена със златен медал на федерацията. От 1947 г. в продължение на 20 години е извънщатна сътрудничка към БАН, където участва сама и в колектив в разработването на редица научноизследователски теми. През последните години от живота си работи в творческата секция на „Интериор, синтез дизайн“ на СБА. Успоредно с професионалната си дейност, арх. Кръстанова работи изключително активно в обществено – политическия живот на страната. Участва активно в младежката организация на австрийската Социал демократичсека работническа партия още като студентка. За активната ѝ обществено-политическа и творческа дейност е отличена с високи държавни отличия и е призната за АБПФК. През 1936 г. се омъжва за проф. Любен Тонев. Имат двама сина.

## Творчество
- Ок. 1930 Къща на Дучевски/Душевска, ул. „В. Поптомов“ 32?, София
- 1935 Конкурс за Казанлъшки минерални бани при с. Овощник. (III премия, с К. Джангозов и Л. Тонев).
- Конкурс за Главна дирекция на П. Т. Т. – проект с мото „13 – 13“ (откупка с К. Джангогозов и Л. Тонев).
- Конкурсен проект за военно гробище-мавзолей, София (откупка, с Л. Тонев, П. Калчев, Вичев, П. Койчев).
- Конкурсен проект за Минерални бани, с. Овощник, Казанлъшко (с Л. Тонев и К. Джангозов, ІІІ премия).
- Конкурсен проект за Минерални Бани, Бургас (с Л. Тонев, ІІІ премия).
- Конкурсен проект за Гробище-мавзолей, София (с Л. Тонев, откупка).
- 1937 Оформлението на панаир, Лайпциг.
- Оформление на международен панаир, Прага.
- Вътрешно оформление и орнаменти на концертна зала България, София.
- 1939 Конкурс за оформяне на пл. „Бански“ – София (II премия, проект с мото „1939“ – на Ричка Тонева и Любен Тонев).
- Оформление на Първа кооперативна изложба на Захарна фабрика.
- Оформление на изложба в Будапеща.
- Мебелна изложба ИГА/БАН.
- Обзавеждане на жилище.
- 1940 и сл. Оформление на магазин ”Кьортинг“ на М. Бургунджиев, София
- Детска градина, Плавателен басейн при офицерски спортен клуб; Конкурс за поща в София (мото „13 – 13“, с К. Джангозов и Л. Тонев), Конкурсен проект за детско градче в СССР; Жилищни апартаментни сгради, Силистра (съвместно с К. Богоев) – 13 броя; * Микрорайонен киносалон, Силистра (съвместно с К. Богоев).
- Вила на Комитет за защита на мира, кв. Бояна, София – преустройство, обзавеждане и мобилиране (съвместно с К. Богоев), * Почивна станция на СБЖ, кв. Банкя, София (съвместно с К. Богоев).
- 1939 Конкурсен проект За оформление на пл. „Бански“ – София, проект с мото „1939“ (с Л. Тонев, ІІ премия, I не е присъдена)

## Публикации
- „Жилищният проблем у нас“, Архитектура, 2 – 3 (1935); „Международен преглед на жилищната криза“, Архитект, 2 – 3 (1935); *“Жилищният въпрос у нас и в чужбина. (Реферат от ХI конгрес на ДБА, 1934), Архитект, 6 – 7 (1936);
- „Строеж на целодневни детски градини (резултати от проучванията на института)“, ИзИГА, 1 (1950): 109 – 135;
- „Някои мисли за вътрешната уредба на жилищата“, Отечествен фронт, № 6440 (21 май 1965).